# Silvio Rodić
Silvio Rodić (Osijek, 25. srpnja 1987.), hrvatski nogometni vratar.

## Klupska karijera
Bio je među ostalim vratar Slaven Belupa, a nastupao je i za reprezentaciju Hrvatske do 21 godine. Visok je 198 cm i težak 95 kg. Prijatelji ga nazivaju "Roda", "Lav", "Super Silvio", "Div iz Koprivnice". Vodeća noga mu je desna. Nogomet je počeo igrati 1994. u Jedinstvu iz Donjeg Miholjca, a 2002. prelazi u Slaven Belupo. Godine 2006. godine maturira u Sportskoj gimnaziji Koprivnica. Sezone 2005./2006. prelazi u NK Koprivnicu gdje igra dvije sezone u 2. HNL, da bi se 2007./2008. vratio u Slaven. Kasnije je karijeru nastavio u Poljskoj i na Novom Zelandu.

### HNL
Zahvaljujući svojim predispozicijama i talentu, u Koprivnici je bio ponajbolji igrač unatoč tome što je Koprivnica ispala, te je više puta proglašavan igračem utakmice. Za NK Koprivnicu odigrava ukupno 38 utakmica u 2. HNL. U 1. HNL počeo je kao zamjena. U Slavenu igra 6 utakmica u sezoni 2007./2008. i vrlo dobro koristi minutažu zbog ozljede prvog vratara Vanje Iveše. Odlaskom Iveše iz kluba u sezoni 2008./2009. ustaljuje se na golu Slavena i postaje prvi vratar kluba s 20 godina. Unatoč tome što nije imao prvoligaškog iskustva do tada, dobro je branio, te se posebno se istaknuo u utakmici 9. kola u pobjedi 2:0 protiv Dinama gdje je dobrim obranama sačuvao netaknutu mrežu. Rodić je također nastupao i na Dvoranskom prvenstvu 2007./2008. i 2008./2009. U odigranih 19 kola Prve HNL Rodić je odigrao sve utakmice u cijelosti - ukupno 1800 minuta. Sezonu 2008./2009 samo vratari Silvio Rodić (Slaven Belupo) i Josip Škorić (Zagreb) nastupili su na svih 33 utakmice u cijelosti te ostvarili maksimalnih 2.970 minuta u igri.
Jedan je od većih domaćih vratarskih talenata. Najveći atributi su mu sigurnost na golu, hrabrost u duelima, osjećaj prostora i gola, mirnoća, zaustavljanje šuteva, te snaga. Jesen je okončao s prosjekom ocjena 6,5, jedinu osmicu dobio je u 13. kolu protiv Zadra. 

### Kup UEFA
Rodić je nastupio u sedam utakmica Kupa UEFA. Još je u sezoni 2007./2008. igrao kvalifikacijsku utakmicu protiv turskog Galatasaraya, a u sezoni 2008./2009. dobrim obranama predvodi klub do pobjede protiv grčkog Arisa i prolaska u 1. kolo kupa UEFA, gdje je Slavena porazio CSKA.

## Nastupi za reprezentaciju
Za hrvatsku reprezentaciju do 21 odigrao je utakmicu protiv togoanske reprezentacije do 21 1:0 u B skupini u Kuala Lumpuru na Interkontinentalnom U-23 turniru u Maleziji, a na preostalim dvjema utakmicama bio je na klupi.

## Najveći uspjesi u karijeri
- 2007. - 2. pretkolo Kupa UEFA - Galatasaray S.K.
- 2008. - 1. kolo Kupa UEFA - PFK CSKA Moskva
- 2008. - Nastup na Interkontinentalnom U-23 turniru u Maleziji
- 1/16 finala Hrvatskog kupa

## Vanjske poveznice
- Transfermarkt.de profil[neaktivna poveznica]
- Profil na HNL statistici
- Profil na Sportnet.hr  Arhivirana inačica izvorne stranice od 28. listopada 2008. (Wayback Machine)
- 1hnl.net[neaktivna poveznica]